# Eparchie syktyvkarská
Eparchie syktyvkarská je eparchie ruské pravoslavné církve nacházející se v Rusku.

## Území a titul biskupa
Zahrnuje správní hranice území jižní části Komijské republiky.
Eparchiálnímu biskupovi náleží titul biskup syktyvkarský a komi-zyrjanský.

## Historie
Počátek pravoslaví v Koní položil svatý Stefan Permský v druhé polovině 14. století. Sestavil aburškolu abecedu, přeložil několik nejdůležitějších liturgických knih a začal kázat v roce 1376 ve vesnici Pyras. Roku 1383 byl Stefan jmenován biskupem permským.
V 19. a na počátku 20. století se město Syktyvkar nazývalo Usť-Sysolsk.
Roku 1917 začala protinábiženská perzekuce a v květnu 1941 nezůstal na komijském území žádný fungující chrám. Teprve po Velké vlastenecké válce bylo povoleno otevřít tři chrámy.
Od konce 80. let začala obnova pravoslavných farností.
Dne 7. října 1995 byla rozhodnutím Svatého synodu zřízena na území Komijské republiky samostatná syktyvkarská eparchie oddělením území z archangelské eparchie.
Prvním eparchiálním biskupem se stal archimandrita Pitirim (Voločkov), duchovní archangelské eparchie.
Dne 16. dubna 2016 byla rozhodnutím Svatého synodu zřízena z části území eparchie nová eparchie vorkutská.

## Seznam biskupů
- 1995–2025 Pitirim (Voločkov)